# Chidōkan (Tsuruoka)
Pour les articles homonymes, voir Chidōkan.

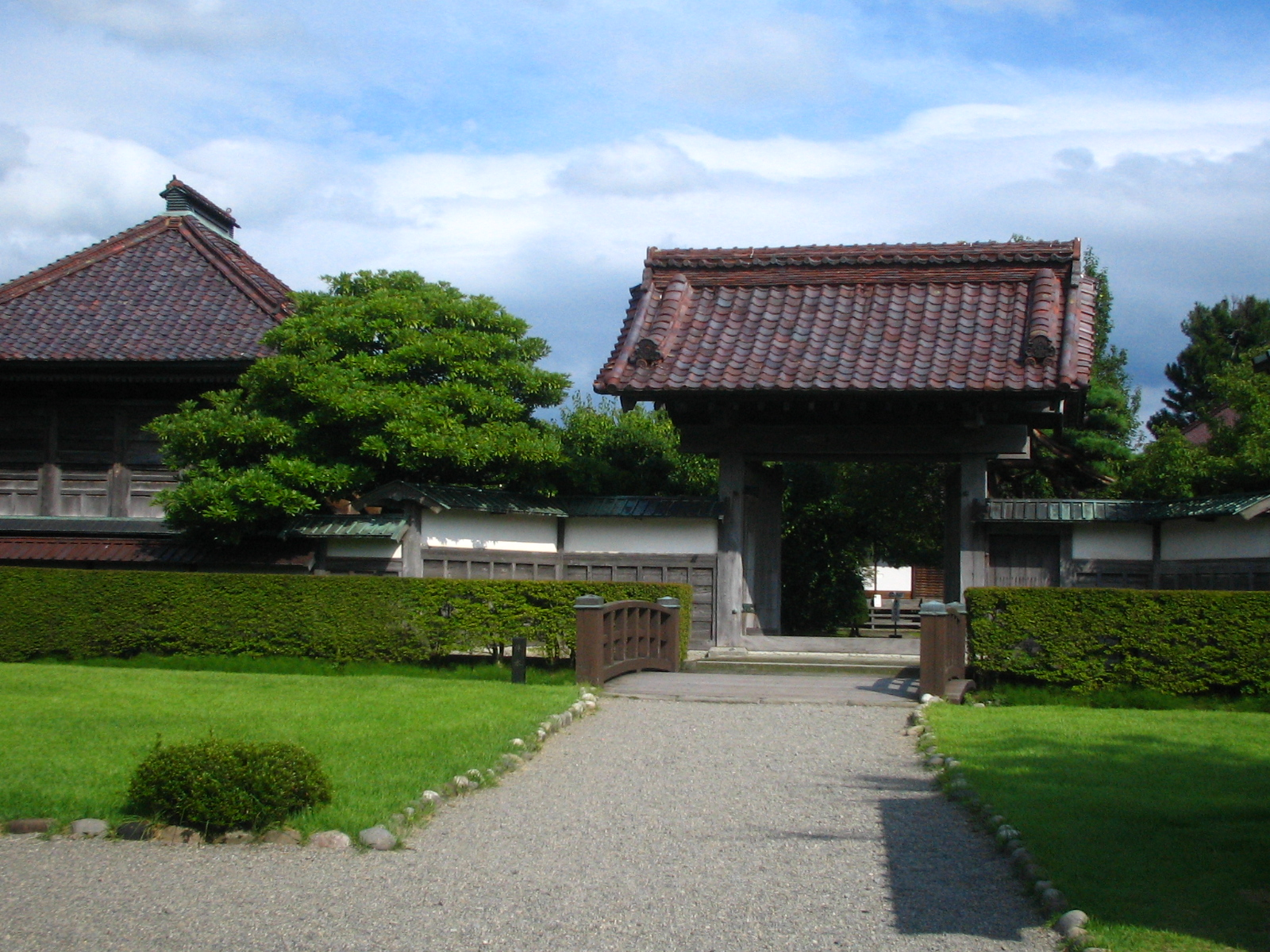
Entrée de la Chidōkan.

La Chidōkan (致道館) est l'école han du domaine de Tsuruoka durant l'époque d'Edo (1603-1868). Elle a été créée en 1805 par Tadaari Sakai, daimyo de la 7e génération du clan Sakai. L'ancienne institution éducative a été classée site historique national, en 1951.